# Verje
Verje – wieś w Słowenii, w gminie Medvode. W 2018 roku liczyła 540 mieszkańców.